# 台白英
台白英（学名：Solanum pittosporifolium）又名玉山茄、海桐叶白英，为茄科茄属下的一个种，原生於東亞至東南亞。

## 分佈
本種分佈於東亞至東南亞，包括華北、華中、華南、喜馬拉雅山、日本、韓國、滿洲、緬甸、青海、蘇門答臘、台灣、西藏、越南、新疆等。

## 扩展阅读
- 維基物種上的相關：台白英